# スコッツデール (タスマニア州)
スコッツデイル（Scottsdale）は、オーストラリアのタスマニア州にある町。人口は2,373人（2016年）。
州北東部、タスマン・ハイウェイ沿いに位置する。主な産業は農業（ジャガイモ、芥子）、酪農、林業、鉱業。

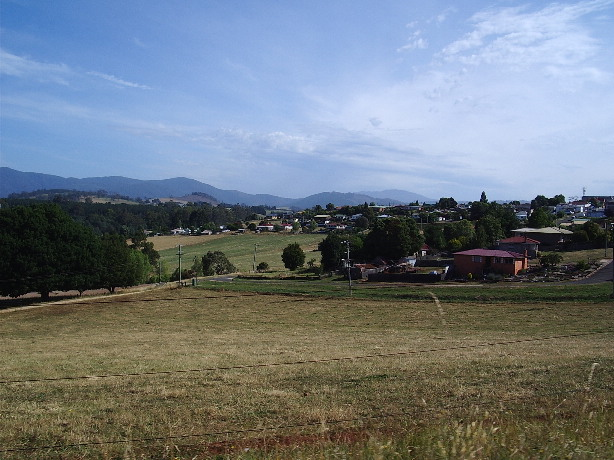